# Lemote
Jiangsu Lemote Tech Co., Ltd o Lemote (en chino, 龙梦; pinyin, lóng mèng; literalmente, ‘Dragon Dream’) es una empresa informática establecida como una empresa conjunta entre Jiangsu Menglan Group y el Institute of Computing Technology (ICT) de la Academia China de las Ciencias, involucrada en hardware, software, servicios y proyectos.

## Hardware

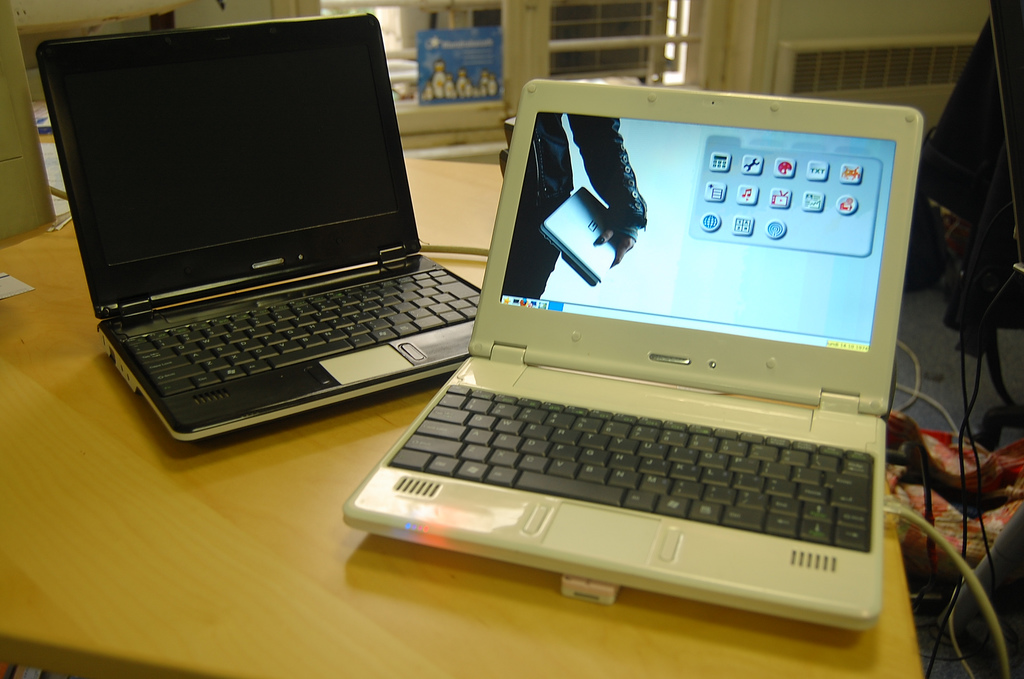
GDium

Lemote, junto con sus socios, proporciona servicios de diseño de circuitos integrados, ayuda en el desarrollo de la familia de microprocesadores Loongson y construye pequeños ordenadores, incluyendo netbooks y estaciones de trabajo sin disco.

### Procesadores Loongson
Loongson es una línea de procesadores RISC con un conjunto de instrucciones MIPS usados en todos los productos de Lemote.

### Netbooks
El netbook Yeeloong pretende ser construido totalmente con software libre, desde la BIOS hacia arriba, y por esta razón es usado y recomendado por Richard Stallman.
Lemote también ha colaborado en el desarrollo del notebook Gdium, el cual usa el procesador Loongson.